# Castelão (uva)
Castelão é uma casta de uva tinta portuguesa conhecida na região de Setúbal por Periquita, também chamada João de Santarém ou Castelão Francês. Embora seja cultivada por todo o país, destaca-se sobretudo nas regiões costeiras a sul e por vezes entra na constituição do Vinho do Porto. 
Esta casta revela o seu melhor em climas quentes e terrenos arenosos, mas pode adaptar-se a uma diversidade de condições. Os vinhos da casta Castelão são concentrados, aromáticos, com taninos bem marcados que lhes dão boas condições para envelhecer, mais agressivos na juventude, mas que se tornam macios com a idade.
A região da Península de Setúbal produz os mais conhecidos vinhos desta casta. Nos Vinhos Regionais do Algarve a Castelão é frequentemente combinada com a casta Tinta Negra Mole originando vinhos mais macios na juventude, mas com menor potencial de envelhecimento.